# Earl Dotson

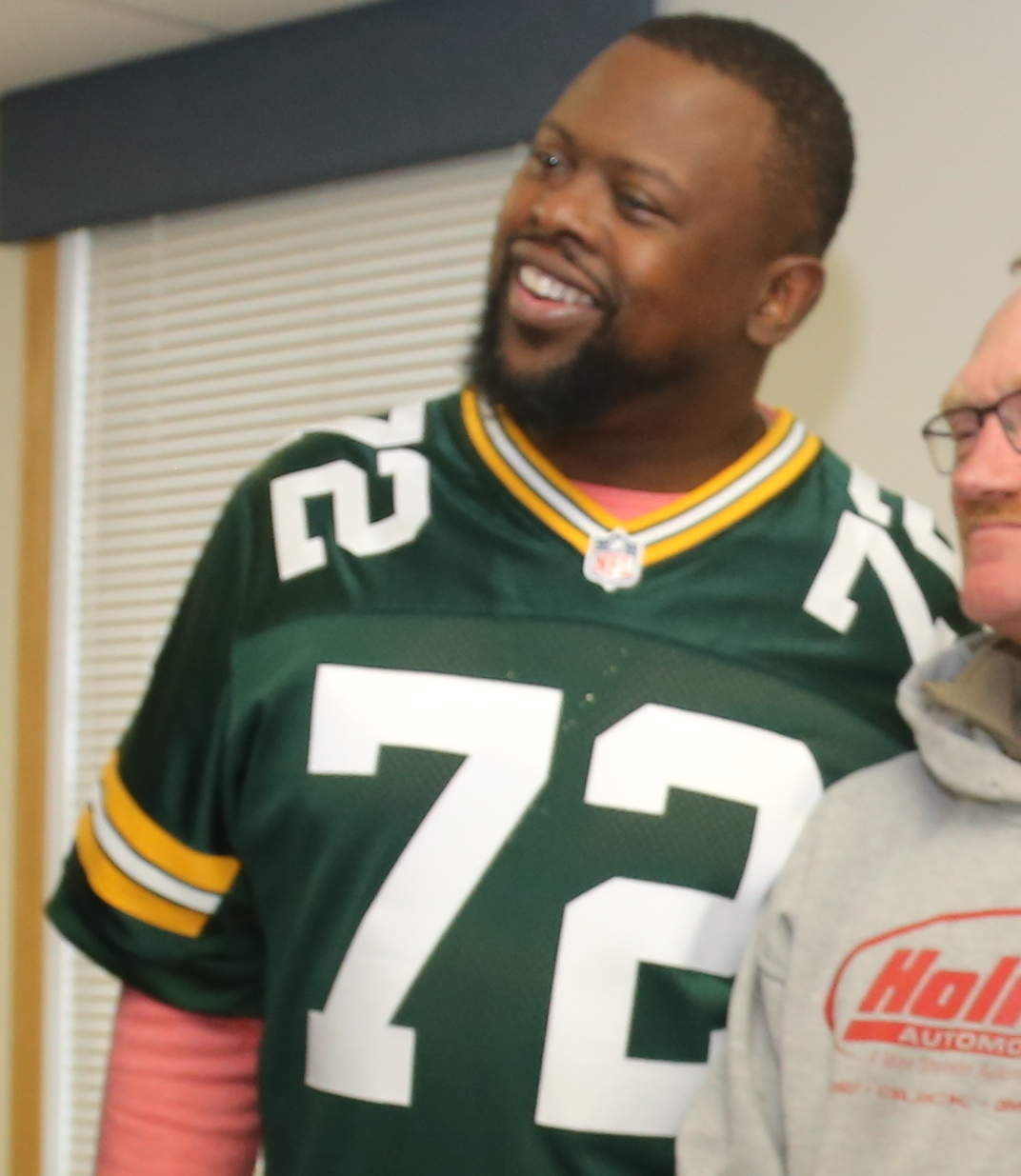
Dotson em Fort McCoy, Wisconsin, 2019

Earl Dotson é um ex-jogador profissional de futebol americano estadunidense que foi campeão da temporada de 1996 da National Football League jogando pelo Green Bay Packers.